# 朝倉隆文
朝倉 隆文（あさくら たかふみ、1978年（昭和53年）- ）は、神奈川県出身の現代日本画家、公益社団法人日展の正会員。

## 経歴
1978年、横浜に生まれる
2000年、多摩美術大学絵画日本画科卒業。2002年に多摩美術大学大学院修士課程修了。大学院卒業後、日展や日春展に連続して入選。
2015年、改組 新 第2回日展審査員を務める。
2012年、第44回日展　特選受賞
2014年、第46回日展　特選受賞
2016年、絵に惚れ込んだ中村芝翫 (8代目)に依頼され、歌舞伎座「口上」の舞台面を手がける。
2019年３月、ハワイ大学ケネディー・シアターへ屏風、「松風白虎」が寄進される。

## 主な展覧会
2003年
- 朝倉隆文 個展－断片的な時間ー（シロタ画廊）[5]

2010年
- 個展（酉福ギャラリー）

2011年
- 個展（酉福ギャラリー）

2012年
- アートフェア東京 2012（東京国際フォーラム）
- 三人展「水墨最前線2012」（日本橋高島屋）
- 個展（酉福ギャラリー）

2013年
- アートフェア東京 2013（東京国際フォーラム）、Collect展 (英・ロンドン)
- Collect展 (英・ロンドン)
- TEFAF Maastricht 2013（オランダ・マーストリヒト）

2014年
- フランス・パリのGalerie Pierre Bonnefilleにて、個展RESONANCES by Takafumi Asakuraを開催
- Asia Week New York （米・ニューヨーク）
- TEFAF Maastricht 2014（オランダ・マーストリヒト）
- Art Stage Singapore 2014（シンガポール）
- Art Miami 2014（米・マイアミ）

2015年
- TEFAF Maastricht 2015（オランダ・マーストリヒト）
- Art Stage Singapore 2015（シンガポール）
- Art Miami 2015（米・マイアミ）

2016年
- Spring Masters New York（米・ニューヨーク）

- EAF Monaco（モナコ）

- TEFAF Maastricht 2016（オランダ・マーストリヒト）
- Art Stage Singapore（シンガポール）
- Art Miami 2016（米・マイアミ）

2017年
- Serindia Gallery（タイ・バンコク）

- TEFAF Maastricht 2017（オランダ・マーストリヒト）

- TEFAF New York Spring 2017（ニューヨーク）
- Art Miami 2017（米・マイアミ）

2018年
- TEFAF Maastricht 2018（オランダ・マーストリヒト）
- 朝倉隆文展　八代目 中村芝翫・四代目 中村橋之助・三代目 中村福之助・四代目 中村歌之助 襲名記念（泰明画廊）

## 主な受賞歴
- 第44回日展　特選受賞（2012年）[6]
- 第46回日展　特選受賞（2014年）[6]

## 作品収蔵先
- スペンサー美術館（アメリカ）
- ミネアポリス日本美術・文化研究センター（アメリカ）
- フランシズ・リーマン・ローブ・アート・センター（アメリカ）
- ケネディーシアター（アメリカ）
- クラーク日本美術・文化研究センター（アメリカ）

## メディア出演

### テレビ出演
- 芝翫と画家、歌舞伎舞台美術の裏側（TVK、2018年7月4日）

### ラジオ出演
- YOKOHAMA My Choice！（FMヨコハマ、2019年4月21日）[7]